# Ulrike Almut Sandig

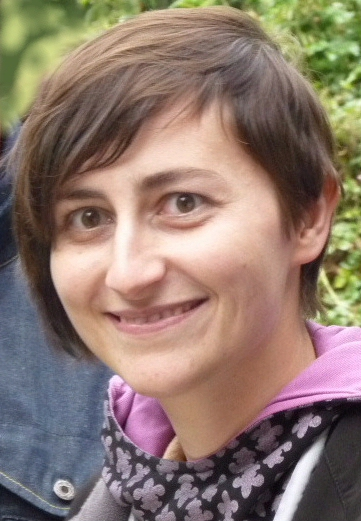
Sandig

Ulrike Almut Sandig (nascida em 1979) é uma escritora alemã. Ela nasceu em Großenhain, na antiga RDA, e morou em Riesa, Leipzig e Berlim. Ela estudou religião e indologia na universidade e depois estudou no Instituto de Literatura Alemã em Leipzig.
Ela começou a sua carreira de escritora distribuindo os seus poemas em locais públicos em Leipzig. Publicou três volumes de poesia: Zunder (2005/2009), Streumen (2007) e Dickicht (2011). O seu primeiro livro de contos intitulado Flamingos foi lançado em 2010. Ela também escreveu para a rádio e publicou audiolivros.
Sandig recebeu inúmeros prémios, entre eles o Prémio Leonce-und-Lena (2009) e o Prémio Droste de Talento Emergente (2012). O seu trabalho foi traduzido para vários idiomas, e uma selecção em inglês do seu trabalho, traduzida por Karen Leeder, foi indicada para o Prémio Schlegel-Tieck.